# Majuli (Distrikt)
Majuli ist ein Distrikt im indischen Bundesstaat Assam. Sitz der Verwaltung ist Garamur.

## Geschichte
Der Distrikt wurde 2016 aus Teilen des Distrikts Jorhat geschaffen. Damals spaltete sich der Circle (Kreis) Majuli vom restlichen Distrikt Jorhat ab und bildete den neuen Distrikt Majuli.

## Bevölkerung
Nach der Volkszählung 2011 hat der Distrikt Majuli 167.304 Einwohner. Bei 213 Einwohnern pro Quadratkilometer ist der Distrikt sehr dicht besiedelt. Der Distrikt ist dennoch ländlich geprägt. Sämtliche 167.304 Bewohner wohnen in Landgemeinden.
Der Distrikt Majuli gehört zu den Gebieten Indiens, die eine hohe Anzahl von Angehörigen der „Stammesbevölkerung“ (scheduled tribes) aufweisen. Zu ihnen gehörten (2011) 77.603 Personen (46,38 Prozent der Distriktsbevölkerung). Es gibt zudem 23.878 Dalits (scheduled castes) (14,27 Prozent der Distriktsbevölkerung) im Distrikt.

### Bevölkerungsentwicklung
Wie überall in Indien wächst die Einwohnerzahl im Distrikt Majuli seit Jahrzehnten stark an. Die Zunahme betrug in den Jahren 2001–2011 9,1 Prozent (9,06 %). In diesen zehn Jahren nahm die Bevölkerung um rund 14.000 Menschen zu. Die Entwicklung verdeutlicht folgende Tabelle:

### Bedeutende Orte
Im ganzen Distrikt gibt es keine Städte (Städte und Ortschaften, die als notified towns bezeichnet werden). Der Ort mit den meisten Einwohnern ist Ratanpur Miri Gaon mit 5.085 Bewohnern.

### Bevölkerung des Distrikts nach Geschlecht
Der Distrikt hatte 2011 – für Indien üblich – mehr männliche als weibliche Einwohner. Von der gesamten Einwohnerschaft von 167.304 Personen waren 85.566 (51,14 Prozent der Bevölkerung) männlichen und 81.738 (48,86 %) weiblichen Geschlechts. Bei den jüngsten Bewohnern (22.062 Personen unter 7 Jahren) sind 11.324 Personen (51,33 %) männlichen und 10.738 Personen (48,67 %) weiblichen Geschlechts.

### Bevölkerung des Distrikts nach Sprachen
Die Bevölkerung des Distrikts Majuli ist sprachlich recht einheitlich. Die beiden Hauptsprachen Bengali und Miri/Mikir werden von zusammen über 95 Prozent der Einwohner gesprochen. Die weitverbreitetsten Sprachen zeigt die folgende Tabelle:
| 2011                                   | 91.147 | 54,48 | 68.608 | 41,01 | 2.774 | 1,66 | 2.036 | 1,22 | 1.499 | 0,90 | 773 | 0,46 | 167.304 | 100,00 % |
| Quelle: Ergebnis der Volkszählung 2011 |        |       |        |       |       |      |       |      |       |      |     |      |         |          |

### Bevölkerung des Distrikts nach Bekenntnissen
Fast die gesamte Einwohnerschaft besteht aus Anhängern des Hinduismus. Die genaue religiöse Zusammensetzung der Bevölkerung zeigt folgende Tabelle:
| Jahr                                   | Buddhisten | Buddhisten | Christen | Christen | Hindus  | Hindus | Jainas | Jainas | Muslime | Muslime | Sikhs | Sikhs | Andere | Andere | keine Angaben | keine Angaben | Total   | Total    |
| Jahr                                   | Zahl       | %          | Zahl     | %        | Zahl    | %      | Zahl   | %      | Zahl    | %       | Zahl  | %     | Zahl   | %      | Zahl          | %             | Zahl    | %        |
| -------------------------------------- | ---------- | ---------- | -------- | -------- | ------- | ------ | ------ | ------ | ------- | ------- | ----- | ----- | ------ | ------ | ------------- | ------------- | ------- | -------- |
| 2011                                   | 4          | 0,00       | 255      | 0,15     | 165.699 | 99,04  | 10     | 0,01   | 592     | 0,35    | 16    | 0,01  | 524    | 0,31   | 204           | 0,14          | 167.304 | 100,00 % |
| Quelle: Ergebnis der Volkszählung 2011 |            |            |          |          |         |        |        |        |         |         |       |       |        |        |               |               |         |          |

## Bildung
Dank bedeutender Anstrengungen steigt die Alphabetisierung. Fast 79 Prozent der Einwohner können lesen und schreiben können. Typisch für indische Verhältnisse sind die starken Unterschiede zwischen den Geschlechtern.
| Alphabetisierung im Distrikt Majuli    |                   |                   |
| Einheit                                | Volkszählung 2011 | Volkszählung 2011 |
| Einheit                                | Anzahl            | Anteil            |
| GESAMT                                 | 114.107           | 78,56 %           |
| Männer                                 | 63.969            | 86,16 %           |
| Frauen                                 | 50.138            | 70,62 %           |
| Quelle: Ergebnis der Volkszählung 2011 |                   |                   |